# Naisten SM-sarja 2011/12
Die Saison 2011/12 war die 30. Austragung der höchsten finnischen Fraueneishockeyliga, der Naisten SM-sarja. Die Ligadurchführung erfolgt durch den finnischen Eishockeybund Suomen Jääkiekkoliitto. SM ist eine Abkürzung für suomenmestaruus (deutsch: Finnische Meisterschaft).

## Modus
Zunächst spielten alle Mannschaften eine einfache Runde mit Hin- und Rückspiel. Die letzten drei Mannschaften dieser Vorrunde nahmen an der Relegation mit drei Vertretern der zweithöchsten Liga teil. Die besten Sechs spielten eine weitere 1,5-fache Runde untereinander. Die beiden Besten der Finalrunde erreichten direkt das Halbfinale, die anderen vier spielten untereinander die zwei weiteren Halbfinalplätze aus. Die Play-offs wurden im Modus Best-of-Five durchgeführt. Um den Platz 3 gab es lediglich ein Spiel.

## Vorrunde
Die Vorrunde wurde mit allen Teilnehmern in einer einfachen Hin- und Rückrunde ausgetragen. Die Mannschaften auf den ersten sechs Plätzen qualifizierten sich für die Finalrunde. Die letzten drei mussten um den Klassenerhalt in der Relegation kämpfen.
| Platz | Name                    | Spiele | S3 | S2 | N1 | N0 | Punkte | Tore    |
| ----- | ----------------------- | ------ | -- | -- | -- | -- | ------ | ------- |
| 1.    | Tampereen Ilves         | 16     | 12 | 1  | 0  | 3  | 38     | 119:19  |
| 2.    | Kärpät Oulu             | 16     | 10 | 1  | 2  | 3  | 34     | 093:29  |
| 3.    | Espoo Blues             | 16     | 11 | 0  | 0  | 5  | 33     | 098:31  |
| 4.    | Hämeenlinnan Pallokerho | 16     | 10 | 1  | 1  | 4  | 33     | 088:34  |
| 5.    | Kalevan Pallo Kuopio    | 16     | 7  | 3  | 0  | 6  | 27     | 084:51  |
| 6.    | JYP Jyväskylä           | 16     | 7  | 0  | 4  | 5  | 25     | 074:40  |
| 7.    | Team Oriflame           | 16     | 6  | 1  | 0  | 9  | 20     | 054:45  |
| 8.    | Salo HT                 | 16     | 2  | 0  | 0  | 14 | 2      | 014:139 |
| 9.    | LoKV Lohja              | 16     | 0  | 0  | 0  | 16 | 0      | 07:247  |

## Relegation
In der Relegation traten die drei letzten der Naisten SM-sarja gegen die drei ersten der Divisioona an.
Das Team Oriflame und Salo HT konnten die Liga halten. LoKV Lohja stieg ab.
| Platz | Name               | Spiele | S3 | S2 | N1 | N0 | Punkte | Tore   |
| ----- | ------------------ | ------ | -- | -- | -- | -- | ------ | ------ |
| 1.    | Team Oriflame      | 15     | 15 | 0  | 0  | 0  | 45     | 126:12 |
| 2.    | Salo HT            | 15     | 9  | 1  | 0  | 5  | 29     | 057:38 |
| 3.    | KJT Tuusula        | 15     | 7  | 0  | 0  | 8  | 21     | 044:66 |
| 4.    | Nikkarit Riihimäki | 15     | 5  | 1  | 1  | 8  | 18     | 052:75 |
| 5.    | Kiekko-Oulu        | 15     | 5  | 0  | 1  | 9  | 16     | 045:80 |
| 6.    | LoKV Lohja         | 15     | 2  | 0  | 0  | 13 | 6      | 027:80 |

## Finalrunde
Die beiden Erstplatzierten der Finalrunde qualifizierten sich direkt für das Halbfinale, während die vier weiteren Mannschaften untereinander um die Halbfinalteilnahme spielten.
Tabelle der Spiele untereinander
| Platz | Name                    | Spiele | S3 | S2 | N1 | N0 | Punkte | Tore  |
| ----- | ----------------------- | ------ | -- | -- | -- | -- | ------ | ----- |
| 1.    | Tampereen Ilves         | 15     | 13 | 0  | 0  | 2  | 39     | 56:19 |
| 2.    | Kärpät Oulu             | 15     | 10 | 0  | 2  | 3  | 32     | 65:33 |
| 3.    | Hämeenlinnan Pallokerho | 15     | 9  | 2  | 0  | 4  | 31     | 56:38 |
| 4.    | Espoo Blues             | 15     | 3  | 3  | 0  | 9  | 15     | 29:55 |
| 5.    | Kalevan Pallo Kuopio    | 15     | 3  | 0  | 2  | 10 | 11     | 36:70 |
| 6.    | JYP Jyväskylä           | 15     | 2  | 0  | 1  | 12 | 07     | 25:52 |

Kumulierte Gesamttabelle
| Platz | Name                    | Spiele | S3 | S2 | N1 | N0 | Punkte | Tore    |
| ----- | ----------------------- | ------ | -- | -- | -- | -- | ------ | ------- |
| 1.    | Tampereen Ilves         | 31     | 25 | 1  | 0  | 5  | 77     | 175:038 |
| 2.    | Kärpät Oulu             | 31     | 20 | 1  | 4  | 6  | 66     | 158:062 |
| 3.    | Hämeenlinnan Pallokerho | 31     | 19 | 3  | 1  | 8  | 64     | 144:072 |
| 4.    | Espoo Blues             | 31     | 14 | 3  | 0  | 14 | 48     | 127:086 |
| 5.    | Kalevan Pallo Kuopio    | 31     | 10 | 3  | 2  | 16 | 38     | 120:121 |
| 6.    | JYP Jyväskylä           | 31     | 9  | 0  | 5  | 17 | 32     | 099:092 |

### Beste Scorerinnen der Hauptrunde
| Spielerin           | Klub   | Tore | Vorlagen | Punkte |
| ------------------- | ------ | ---- | -------- | ------ |
| Anne Helin          | Kärpät | 43   | 33       | 76     |
| Johanna Koivula     | Ilves  | 22   | 38       | 60     |
| Tanja Niskanen      | KalPa  | 33   | 23       | 56     |
| Nina Tikkinen       | Kärpät | 26   | 28       | 54     |
| Pia Lund            | Blues  | 23   | 30       | 53     |
| Venla Hovi          | HPK    | 22   | 31       | 54     |
| Johanna Juutilainen | KalPa  | 17   | 29       | 46     |
| Sanna Lankosaari    | HPK    | 22   | 23       | 45     |
| Heidi Pelttari      | Ilves  | 18   | 27       | 45     |
| Henna Savikuja      | Kärpät | 11   | 34       | 45     |

## Play-offs

### Viertelfinale
In den Viertelfinalspielen am 1., 3., 4. und 6. März 2012 qualifizierten sich neben den bereits gesetzten Mannschaften die Teams aus Espoo und Hämeenlinna.
|                 |   |                      | Serie | 1                                   | 2                   | 3                   | 4                              | 5 |
| --------------- | - | -------------------- | ----- | ----------------------------------- | ------------------- | ------------------- | ------------------------------ | - |
| HPK Hämeenlinna | – | JYP Jyväskylä        | 3:1   | 2:3 n. P. (1:1, 1:1, 0:0, 0:0, 0:1) | 1:0 (0:0, 1:0, 0:0) | 6:2 (1:0, 3:0, 2:2) | 2:1 n. V. (0:0, 1:1, 0:0, 1:0) | – |
| Espoo Blues     | – | Kalevan Pallo Kuopio | 3:1   | 5:4 (0:2, 1:2, 4:0)                 | 1:3 (0:0, 1:1, 0:2) | 5:2 (0:0, 3:0, 2:2) | 3:2 n. P. (2:0, 0:1, 0:1, 1:0) | – |

### Halbfinale
Die Spiele des Halbfinales fanden am 10., 11., 13. und 15. März 2012 statt. Die Serien endeten nach jeweils vier Spielen in beiden Vergleichen.
|               |   |                 | Serie | 1                   | 2                   | 3                   | 4                                   | 5 |
| ------------- | - | --------------- | ----- | ------------------- | ------------------- | ------------------- | ----------------------------------- | - |
| Ilves Tampere | – | Espoo Blues     | 3:1   | 2:1 (0:0, 1:0, 1:1) | 1:4 (1:0, 0:2, 0:2) | 6:2 (0:1, 4:2, 2:1) | 4:0 (0:0, 2:0, 2:0)                 | – |
| Kärpät Oulu   | – | HPK Hämeenlinna | 3:1   | 1:0 (1:0, 0:0, 0:0) | 2:3 (0:2, 1:1, 1:0) | 3:2 (0:1, 1:1, 2:0) | 2:1 n. P. (0:1, 0:0, 1:0, 0:0, 1:0) | – |

### 3. Platz
Um den 3. Platz wurde lediglich ein Spiel am 20. März 2012 ausgetragen. 
|  | HPK Hämeenlinna | 4:3 n. V. (1:1, 2:1, 0:1, 1:0) | Espoo Blues |  |

### Finale
Die Finalserie wurde nach vier Spielen (20., 22., 24. und 25. März 2012) vom neuen Meister Oulun Kärpät gewonnen.
|               |   |             | Serie | 1                   | 2                   | 3                   | 4                   | 5 |
| ------------- | - | ----------- | ----- | ------------------- | ------------------- | ------------------- | ------------------- | - |
| Ilves Tampere | – | Kärpät Oulu | 1:3   | 1:2 (0:1, 1:1, 0:0) | 1:3 (0:0, 0:0, 1:3) | 2:1 (1:1, 1:0, 0:0) | 1:5 (0:3, 1:0, 0:2) | – |

### Beste Scorerinnen der Play-offs
| Spielerin       | Klub   | Tore | Vorlagen | Punkte |
| --------------- | ------ | ---- | -------- | ------ |
| Henna Savikuja  | Kärpät | 5    | 7        | 12     |
| Riikka Noronen  | HPK    | 5    | 7        | 12     |
| Emma Nuutinen   | Blues  | 9    | 2        | 11     |
| Christine Posa  | Blues  | 5    | 4        | 9      |
| Nina Tikkinen   | Kärpät | 3    | 5        | 8      |
| Heidi Huhtamäki | Blues  | 2    | 6        | 8      |

Zur besten Spielerin der Play-offs wurde die Torhüterin von Kärpät, Susanna Airaksinen, gewählt.

## Auszeichnungen
| Beste Spielerin: Nina Tikkinen (Kärpät Oulu)            |
| Beste Torhüterin Isabella Portnoj (Blues Espoo)         |
| Beste Verteidigerin: Saija Tarkki (Kärpät Oulu)         |
| Beste Stürmerin: Nina Tikkinen (Kärpät Oulu)            |
| Körperlichste Spielerin: Heidi Pelttari (Ilves Tampere) |
| Bester Neuling: Suvi Ollikainen (Oriflame Kuortane)     |
| Fair-Play-Trophy: Satu Niinimäki (Ilves Tampere)        |
| Bester Trainer: Seppo Karjalainen (Kärpät Oulu)         |
| Beste Schiedsrichterin: Ulla Sipilä                     |

All-Star-Team: 
- Tor: Isabella Portnoj (Blues)

- Verteidigung: Saija Tarkki (Kärpät), Heidi Pelttari (Ilves)

- Sturm: Venla Hovi (HPK), Anne Helin (Kärpät), Nina Tikkinen (Kärpät)